# Personaggi di Shameless (serie televisiva 2011)
Questa voce contiene un elenco dei personaggi presenti nella serie televisiva Shameless.

## Personaggi principali
| Personaggio                 | Interprete          | Stagione | Stagione | Stagione | Stagione | Stagione | Stagione | Stagione | Stagione | Stagione | Stagione | Stagione |
| Personaggio                 | Interprete          | 1        | 2        | 3        | 4        | 5        | 6        | 7        | 8        | 9        | 10       | 11       |
| --------------------------- | ------------------- | -------- | -------- | -------- | -------- | -------- | -------- | -------- | -------- | -------- | -------- | -------- |
| Frank Gallagher             | William H. Macy     |          |          |          |          |          |          |          |          |          |          |          |
| Fiona Gallagher             | Emmy Rossum         |          |          |          |          |          |          |          |          |          |          |          |
| Phillip "Lip" Gallagher     | Jeremy Allen White  |          |          |          |          |          |          |          |          |          |          |          |
| Ian Gallagher               | Cameron Monaghan    |          |          |          |          |          |          |          |          |          |          |          |
| Debbie Gallagher            | Emma Kenney         |          |          |          |          |          |          |          |          |          |          |          |
| Carl Gallagher              | Ethan Cutkosky      |          |          |          |          |          |          |          |          |          |          |          |
| Liam Gallagher              | Christian Isaiah    |          |          |          |          |          |          |          |          |          |          |          |
| Veronica "V" Fisher         | Shanola Hampton     |          |          |          |          |          |          |          |          |          |          |          |
| Kevin "Kev" Ball            | Steve Howey         |          |          |          |          |          |          |          |          |          |          |          |
| Steve Wilton/Jimmy Lishman  | Justin Chatwin      |          |          |          |          |          |          |          |          |          |          |          |
| Sheila Jackson              | Joan Cusack         |          |          |          |          |          |          |          |          |          |          |          |
| Karen Jackson               | Laura Slade Wiggins |          |          |          |          |          |          |          |          |          |          |          |
| Jody Silverman              | Zach McGowan        |          |          |          |          |          |          |          |          |          |          |          |
| Mikhailo "Mickey" Milkovich | Noel Fisher         |          |          |          |          |          |          |          |          |          |          |          |
| Mandy Milkovich             | Emma Greenwell      |          |          |          |          |          |          |          |          |          |          |          |
| Mike Pratt                  | Jake McDorman       |          |          |          |          |          |          |          |          |          |          |          |
| Sammi Slott                 | Emily Bergl         |          |          |          |          |          |          |          |          |          |          |          |
| Svetlana Yevgenivna Fisher  | Isidora Goreshter   |          |          |          |          |          |          |          |          |          |          |          |
| Ford Kellogg                | Richard Flood       |          |          |          |          |          |          |          |          |          |          |          |
| Tami Tamietti               | Kate Miner          |          |          |          |          |          |          |          |          |          |          |          |

- Legenda:      nel cast principale;      nel cast ricorrente;      apparizione guest;      non presente nel cast.

### Famiglia Gallagher
- Vernon Francis "Frank" Gallagher (stagioni 1-11), interpretato da William H. Macy, doppiato da Saverio Indrio.
È il patriarca della famiglia. Nullafacente cronico, è un uomo subdolo, egoista e alcolizzato, che vive da anni rimediando illegalmente pensioni di invalidità. Non si cura minimamente della sua famiglia, alla quale provvede in tutto e per tutto la figlia maggiore, Fiona, e inizia una relazione sentimentale con Sheila Jackson, perché lei percepisce il massimale della pensione d'invalidità per la sua agorafobia. Nell'undicesima stagione scopre di avere la demenza alcolica, che piano piano lo sta rendendo sempre più assente. Questo lo avvicina a Liam, unico della famiglia che tenta di fargli vivere gli ultimi momenti di vita consapevole al meglio. Nel finale dell'undicesima puntata dell'ultima stagione lascia una lettera di addio alla famiglia e si inietta due siringhe di eroina per andare in overdose volontariamente. Nella puntata successiva, l'ultima, viene trovato dai figli il mattino successivo in coma, ma si sveglia dopo poco, ormai insensibile alle droghe. Muore nella puntata finale della serie in pronto soccorso a causa del COVID-19 mentre i figli e gli amici sono riuniti all'Alibi per festeggiare il primo anniversario di matrimonio di Ian e Mickey. Durante il delirio degli ultimi istanti di vita, contempla i momenti felici con la propria famiglia e si spegne mentre, come un fantasma, è seduto al suo posto all'Alibi, mentre amici e famiglia festeggiano. L'unico che sembra accorgersi di lui è il figlio più piccolo, Liam, che lancia un ultimo sguardo allo sgabello del padre prima di uscire dal locale e andare a contemplare un'auto Tesla in fiamme. Lo sgabello con l'anima di Frank ascende al cielo e in ospedale spengono le macchine, attestandone la morte. La voce narrante di Frank chiude la serie mentre saluta tutti i protagonisti. Mentre tentano di cremare il corpo, questo fa esplodere il forno crematorio.
- Fiona Monica Gallagher (stagioni 1-9), interpretata da Emmy Rossum, doppiata da Domitilla D'Amico.
È la primogenita dei Gallagher. Fiona è il fulcro, se non l'unico caposaldo della famiglia, che cura economicamente ed emotivamente. Si divide tra vari lavori part-time ed è una ragazza sarcastica, disillusa e molto dura nei propri confronti; i suoi pochi svaghi sono le serate con i suoi amici. Avrà una relazione con Jimmy/Steve Lishman, ladro di auto nonché suo primo amore. Avrà anche una storia con Mike, il suo datore di lavoro, conclusasi a causa del fratello di quest'ultimo, il quale avrà rapporti sessuali con la stessa Fiona, che verrà poi arrestata quando, a causa di una sua negligenza, il fratello Liam finirà in ospedale per un'overdose di cocaina. Si sposerà con un musicista, Gus, per poi divorziare dopo averlo tradito con Jimmy. Inizierà a lavorare alla tavola calda Patsy's Pie, innamorandosi del suo capo Sean, che le chiederà di sposarlo, ma il matrimonio salterà dopo che Frank rivela a Fiona che Sean fa ancora uso di droghe. Diventerà la manager della tavola calda e deciderà di concentrarsi maggiormente su sé stessa piuttosto che sulla famiglia. Ispirata dal suo capo, Margo, investirà i soldi prima in una lavanderia automatica per poi rivenderla e comprare un condominio in cui si trasferirà a vivere. Inizierà una relazione con Ford ma, dopo aver scoperto che è sposato e ha un figlio, cadrà in depressione e inoltre perderà tutti i suoi soldi quando acquisterà le quote di un investimento immobiliare rivelatosi troppo impegnativo per le sue modeste risorse. Costretta a vendere il condominio, tornerà a vivere con i suoi fratelli, trasformandosi in una persona demoralizzata e irriverente, tanto che Margo la licenzierà. Passerà tutte le sue giornate a bere, diventando di volta in volta sempre più cinica e arrabbiata, ma sarà Lip a convincerla a prendere parte alle riunioni degli alcolisti anonimi. Quando il suo ex socio Max le darà centomila dollari per le quote che erano ancora in suo possesso, lascerà Chicago per iniziare una nuova vita.
- Phillip "Lip" Ronan Gallagher (stagioni 1-11), interpretato da Jeremy Allen White, doppiato da Davide Perino.
È il secondogenito della famiglia e ha un ottimo rapporto con il fratello Ian. È dotato di fascino e intelligenza, che gli è molto utile per guadagnare dei soldi in più facendo gli esami al posto degli altri. Quando viene beccato da un professore dell'università di Chicago, gli viene proposto di studiare lì. È il miglior amico di Karen Jackson, con la quale occasionalmente ha un rapporto sessuale e di cui si innamorerà, venendo però scaricato quando la ragazza deciderà di partire con il figlio avuto da un altro e il compagno Jody. Avrà un'intensa relazione con Mandy Milkovich, migliore amica di Ian, ma che avrà vita breve a causa del rifiuto da parte del Gallagher di impegnarsi seriamente; i due si separeranno bruscamente al matrimonio di Mickey e Svetlana, quando Lip viene a conoscenza che Milkovich, in preda a una folle gelosia, aveva investito con violenza Karen, alla quale Lip era ancora legato. In preda alla rabbia, Mandy lo lascia ma, quando i due si rivedranno, consumeranno un intenso rapporto sessuale. Ritrovatisi, Mandy gli chiede di portarla via dal violento Kenyatta e Lip è sul punto di dichiararle il suo amore ma, improvvisamente, Gallagher retrocede e Mandy parte con il suo aguzzino, allontanandosi dall'uomo che ama e dal migliore amico Ian. Grazie alla domanda per la borsa di studio di Mandy, Lip riuscirà a farsi ammettere all'università e in seguito frequenterà Amanda, ragazza del suo coinquilino e baby sitter di Liam, anche se egli intreccerà nel frattempo una relazione con Helene Runyon, una sua insegnante. Scoperta la causa del suo essere ignorata da Lip, Amanda, in preda alla rabbia, decide di rendere pubblica a tutto il college la relazione del giovane con la professoressa Runyon, alla quale costa una denuncia e un allontanamento dal corpo docenti; Runyon, depressa e delusa, lascia Lip, e i problemi del Gallagher con l'alcolismo si intensificano. Affronterà la sua dipendenza grazie all'aiuto di un professore dell'università, Youens. Sempre a causa dei suoi problemi di alcolismo a cui sembra non voler porre rimedio, verrà espulso dall'università dopo aver vandalizzato l'auto del professor Youens (il quale lo aveva privato del suo posto di assistente) e dalla confraternita per cui lavorava, iniziando a lavorare al ristorante di Fiona dove intreccerà una complicata relazione con Sierra, motivo per cui sprofonderà nuovamente nella dipendenza da alcol. Dopo che Sierra deciderà di lasciare Charlie per aver avuto un figlio con un'altra, Lip deciderà di prendersi cura della sua salute mentale e di stare lontano dalle relazioni complicate, chiudendo definitivamente i suoi legami con Sierra. Inizierà un nuovo percorso riabilitativo, un nuovo lavoro all'officina di Brad e si prenderà sempre più cura della propria famiglia, dopo che Fiona è andata a vivere da sola. Affronta con dolore la morte del suo caro amico professor Youens, morto in prigione dopo una condanna per guida in stato d'ebbrezza, e farà da sponsor per permettere ad altre persone di liberarsi dalle dipendenze. Al matrimonio di Brad incontra Tami, una giovane donna dura all'apparenza, con la quale avrà il suo primo figlio, Fred. Determinato a regalare alla sua famiglia un nuovo inizio, cercherà in tutti i modi di vendere casa Gallagher con l'appoggio di tutti i fratelli rimasti tranne Debbie, con la quale si scontrerà spesso. Dopo il licenziamento suo e di Brad dall'officina, cercherà di badare alla famiglia con dei lavoretti di consegne e avrà dei rimorsi sull'aver compromesso il suo brillante futuro al college, tornando per questo in terapia. Il suo essere temerario lo spingerà a rifiutare duecentomila dollari per la casa proponendo un'offerta di duecentocinquantamila dollari. L'affare non va in porto e Lip fa i conti con la realtà, dopo che Tami gli ha rivelato di essere di nuovo incinta. Troverà un acquirente con un'offerta molto più bassa: settantacinquemila dollari. Ian gli lascia carta bianca, rivelandogli che, essendo stato come un padre per la famiglia Gallagher, qualsiasi decisione d'ora in avanti sarebbe stata quella giusta. Lip non può fare altro che ringraziare il fratello per l'amore ricevuto e per essere da sempre il suo migliore amico.
- Ian Clayton Gallagher (stagioni 1-11), interpretato da Cameron Monaghan, doppiato da Manuel Meli.
È il terzogenito della famiglia, nonché figlio biologico di uno dei fratelli di Frank, nato da un rapporto extraconiugale della madre con uno di essi. È un ragazzo ambizioso e determinato, che affronterà un lungo percorso di maturazione nel corso delle stagioni. Inizialmente lavora come impiegato in un negozio di alimentari. Ha delle relazioni di poco conto con uomini adulti, tra cui il suo datore di lavoro Kash, ma è sempre stato innamorato di Mickey Milkovich, il fratello di Mandy, con il quale intraprende una relazione segreta dato che quest'ultimo non vuole che la gente sappia del suo orientamento sessuale. Al termine della terza stagione, non ancora maggiorenne, usando i dati del fratello Lip si arruolerà nell'esercito a causa del dolore per la situazione creatasi con Mickey, il quale si sposerà con una prostituta russa per volere del padre omofobo; verrà in seguito espulso dall'esercito e ricercato dal tribunale militare per diserzione. Inizierà a lavorare in alcuni locali per gay ma verrà convinto da Mickey a tornare a casa. Ian, come la madre, è affetto da disturbo bipolare. Verrà aiutato da Mickey, divenuto ormai il suo fidanzato, per affrontare la malattia e successivamente sarà ricoverato in una clinica. Dopo che Carl manda Chucky al riformatorio con l'accusa di detenzione di droga senza accollarsi interamente le responsabilità, Sammi si vendica della famiglia Gallagher denunciando Ian al commissariato militare. Mickey si vendica a sua volta di Sammi, tentando di ucciderla e venendo per questo arrestato. Dopo l'arresto di Mickey inizia una relazione con un vigile del fuoco, Caleb (terminata definitivamente dopo aver scoperto la relazione parallela di quest'ultimo con una donna), e successivamente con Trevor, che lo impegnerà nell'attivismo LGBTQ+ per salvare ragazzi senzatetto vittime dell'omofobia dei genitori e delle terapie di conversione, ancora legali. Incontra nuovamente Mickey quando il ragazzo evade di prigione, inizialmente accetta di scappare con lui ma arrivati al confine con il Messico capisce di non voler rinunciare a tutta la sua vita e sebbene ami Mickey gli dice addio e torna a casa, non riuscendo a recuperare però la fiducia di Trevor. Si batterà per i diritti LGBTQ+ utilizzando le parole della Bibbia; ciò lo porterà ad avere un nutrito seguito e con manifestazioni sempre molto accese. In seguito a un incidente che gli costerà la detenzione in carcere, rimanderà tutto il periodo al bipolarismo non curato al fine di avere ridotta la pena. In carcere rincontra Mickey che sarà il suo compagno di cella e riprende la sua relazione con lui, non avendolo mai dimenticato. Nella decima stagione cerca inizialmente di rimandare la sua scarcerazione per paura di perdere Mickey di nuovo ma quest'ultimo lo rassicura del fatto che tra loro non finirà seppur debbano stare separati per un po'. Non molto tempo dopo però, anche lui viene rilasciato e torna nel South Side per stare con Ian. Al termine della stagione i due si sposeranno, superando i tentativi del padre di Mickey che voleva impedirgli il matrimonio con un uomo. Da neo-sposi, i due intraprenderanno un lavoro di consegna di soldi riciclati per conto di Kevin, faranno i conti con la famiglia Milkovich, trasferitasi alla porta accanto, e con l'omofobia di Terry. Alla morte di quest'ultimo, Ian cercherà di ricominciare una nuova vita affittando un appartamento nel West Side, la cui vita "tranquilla" sta stretta al burbero Mickey. Al termine della serie, la coppia valuta seriamente la possibilità di adottare dei figli.
- Deborah "Debbie" Ann Gallagher (stagioni 1-11), interpretata da Emma Kenney, doppiata da Sara Labidi.
È la quartogenita della famiglia. Debbie è una bambina amichevole e premurosa, che cerca di aiutare la famiglia come meglio può. Ha molta voglia di crescere ed è molto legata a suo padre Frank. Agli albori della sua adolescenza, comincerà a frequentare ragazzine dedite alla criminalità e al sesso precoce e, per sentirsi all'altezza, andrà disperatamente alla ricerca di ragazzi con cui fare le prime esperienze sessuali. Trasformata ormai in una ragazzina cinica ed egocentrica, a soli dodici anni intraprenderà una relazione con Matt, ragazzo ventenne, che la lascerà dopo che la giovane ha abusato di lui mentre era ubriaco per perdere la sua verginità, in quanto il malcapitato, scoprendo la vera età di Gallagher, si era rifiutato di avere rapporti con lei. In seguito si fidanzerà con Derek, un ragazzo conosciuto dopo una rissa; durante la frequentazione lo inganna affermando di prendere contraccettivi e dopo un rapporto rimane incinta di quest'ultimo. In seguito a ciò, Derek partirà per la Florida e sposerà Pepa. Debbie dà nel frattempo alla luce una bambina, Franny. Da neo-mamma avrà problemi a gestire gli impegni scolastici ed entrerà più volte in contrasto con la sorella Fiona (non accettando la sua volontà di voler, differentemente da lei, abortire, per cui la tormenterà con diversi volantini anti-abortisti definendola un'assassina. Fiona non cede e va in clinica senza Debbie per concludere l'IVG). Date le difficoltà nel gestire una neonata e allo stesso tempo la scuola, abbandonerà precocemente gli studi conseguendo una certificazione base. Senza una valida istruzione e senza un lavoro, passerà dei giorni chiedendo l'elemosina per strada scontrandosi con altre senzatetto, rischiando anche di perdere Franny a causa delle sue risse che allarmano le parenti di Derek, le quali cercheranno di sottrarle la bambina avvertendo i servizi sociali. Demoralizzata dalla differenza con le sue coetanee, ormai laureate e indipendenti, chiederà consiglio a Svetlana su come diventare benestante, la quale le suggerirà di sposare un anziano ricco in modo da non lavorare e farsi mantenere per fare la bella vita. Debbie troverà queste caratteristiche in Neil (fratello di Sierra, collega di Fiona al Patsy's Pies), un ex giocatore di football rimasto invalido e lo sposerà per usufruire del sussidio d'invalidità; si trasferisce nella casa di Neil e caccerà sua sorella Sierra e il figlio Lucas per mascherare le sue reali intenzioni con Neil. Quest'ultimo si accorgerà delle bugie dopo che Debbie comincerà a trascurarlo e usarlo come baby sitter di Franny per poter passare tutte le sere fuori frequentando altri ragazzi. Dopo aver conosciuto un'amica di Debbie, che comincia a prendersi cura di lui per fare pratica come operatrice sanitaria, deciderà di lasciarla. Dopo la partenza di Fiona, Debbie lavorerà come saldatrice e si impone sulla famiglia sulla gestione dei cinquantamila dollari lasciati da Fiona; di nascosto dai fratelli, userà il denaro per acquistare vestiti e accessori di lusso per fare colpo in ristoranti altolocati, mettendo in piedi un sistema per restituirli entro i 30 giorni di ripensamento. Frank scopre la seconda vita della quartogenita e ruberà tutti i vestiti, impedendo a Debbie di recuperare il denaro, per poi perdere tutto. Scoperta la sua bisessualità, si intrometterà nella vita di suo fratello Carl provandoci con la fidanzata Kelly, causando diversi litigi tra la coppia e si dichiarerà a quest'ultima, venendo poi rifiutata. Dopo aver scoperto della morte di Derek, inabissatosi nel Nilo con un carro armato rubato mentre era ubriaco, minaccia e picchia Pepa per ottenere una parte del risarcimento di morte del soldato ai figli, riuscendoci, perché Franny era stata esclusa a causa della violenza operata dalla Gallagher sul soldato per concepirla; con i soldi comprerà un pick-up per l'attività da saldatrice. Intraprende una relazione dapprima con una minorenne di un anno più piccola, venendo accusata di pedofilia e finendo agli arresti domiciliari (le accuse di pedofilia partivano dalla madre della minore, precedentemente fidanzata di Debbie, che si vendicherà dopo aver scoperto la Gallagher a letto con sua figlia e dopo la confessione di Debbie di rimanere con lei solo per soldi) e poi con Sandy Milkovich, cugina di Mickey. I rapporti con quest'ultima si incrineranno a causa di diversi litigi, l'ultimo in cui Debbie accusa Sandy di essere una persona orribile per non occuparsi di un figlio che aveva concepito dopo un matrimonio forzato all'età di 15 anni; dal canto suo Milkovich rimprovera Gallagher di volere che le donne siano relegate al solo ruolo di madri rinunciando a tutto il resto, e che il valore di una donna non è minore se essa rifiuta di occuparsi di un figlio, e i rapporti si interrompono. Fortemente frustrata, Debbie comincerà a trattare male chiunque ed entra in forte contrasto con i suoi fratelli, essendo l'unica a rifiutarsi di vendere la casa di famiglia per non rimanere da sola. Anche grazie a una discussione con Tami, la quale le rimprovera di non poter riversare sugli altri la frustrazione per il suo insuccesso di vita, Debbie si rende conto di aver interiorizzato i disagi dei suoi genitori e che probabilmente non riuscirà mai ad avere una relazione stabile. Al termine della serie incontrerà Heidi, una ladra appena uscita di prigione, che le propone di partire all'avventura per il Texas.
- Carl Fraher Gallagher (stagioni 1-11), interpretato da Ethan Cutkosky, doppiato da Francesco Ferri.
È il quintogenito della famiglia, un bambino instabile e turbolento, che causa continuamente problemi a scuola in quanto è vandalo e bullo; i suoi hobby sono distruggere le cose e torturare gli animali randagi. Egli viene rappresentato all'inizio come un bambino incline alla sociopatia; con il passare del tempo, tuttavia, si impegnerà tra le altre cose nel trovare un nuovo fegato per suo padre Frank e s'innamorerà sinceramente della sua migliore amica Bonnie. A causa della numerosa famiglia di quest'ultima, a cui Carl permette premurosamente di alloggiare in casa Gallagher, vivendo essi in un furgone, Lip si troverà vicino a perdere la custodia di Liam in quanto un'assistente sociale deve verificare che il bambino viva in condizioni sicure dopo l'incidente della cocaina di Robbie data a Fiona; Lip riesce ad avere successo e Carl propone a Bonnie di restare, ma verrà abbandonato dalla stessa che lascerà la città con i suoi fratellini e avrà per la prima volta il cuore spezzato. Verrà in seguito accusato di spaccio di droga insieme al nipote Chucky (che aveva usato per nascondere della cocaina senza farsi scoprire ma senza successo) e portato in galera: qui diventa un leader nei confronti dei detenuti neri. Dopo essere uscito di prigione, il fascino verso la vita da gangster lo spinge a frequentare un gruppo di afroamericani per integrarsi alla cultura ed entrerà in un losco giro di spaccio di armi, accompagnato dalla guardia del corpo Nick e guadagnando cifre esagerate. Assiste in seguito all'omicidio di un ragazzino da parte di Nick a colpi di martello sulla testa per avergli rubato la bicicletta. Il trauma di quella visione lo spinge a voler abbandonare la vita da criminale, riuscendo grazie a Sean a tirarsi fuori dal giro d'affari degli stupefacenti. A scuola cercherà di fare colpo su Dominique, che lo userà per perdere la sua verginità, scontrandosi con il padre Luther, molto geloso e possessivo. Dopo aver scoperto il tradimento di quest'ultima, seppur a pezzi cercherà di rigare dritto e per aiutare la sorella si libera delle armi, ripagando con i soldi la casa dei Gallagher, da cui erano stati precedentemente sfrattati, ma ciò è causa di una pesante lite tra Fiona e Sean, poiché quest'ultimo aveva sorpreso suo figlio Will giocare con una pistola di Carl trovata in casa. Diventato un ragazzo più maturo, grazie a Luther deciderà di intraprendere la carriera militare e comincerà a fare volontariato salvando gli animali in pericolo; per pagare la retta dopo il primo anno da borsista, inizierà a detenere dei tossicodipendenti in cantina per eliminarne le dipendenze e si imbatterà così in Kassidi, un'asfissiante ragazzina viziata, che più volte minerà il suo percorso non volendo in alcun modo, nemmeno per un secondo, separarsi da lui. Alla fine del secondo anno in accademia, un cadetto decide di sbarazzarsi di Kassidi e la giovane sparisce in circostanze sconosciute. Determinato a entrare a West Point, durante un open day conoscerà Kelly, ragazza che studia per entrare nell'accademia della Marina Militare, e intraprenderanno una relazione, minata più volte da Debbie che cercherà di separare la coppia per legare Kelly a lei, senza successo. Dopo essere stato rifiutato a West Point, intraprende l'addestramento per diventare un poliziotto. Per mantenersi lavora come friggitore a Mister Bob, dove conosce Anne, una giovane donna messicana da cui sarà molto attratto, dopo il tradimento di Kelly. La difficile vita della giovane messicana allontanerà la coppia e i due non si rivedranno. Suo padre Frank lo ingannerà per avere il suo sperma, che userà al posto del proprio per l'inseminazione della donna che frequenta, una psichiatra bipolare. Nasceranno due gemelli, uno dei quali verrà venduto da Frank a una coppia nigeriana. L'ultima avventura l'avrà con Tish, una commessa con cui ha un rapporto sessuale non protetto nonostante l'insistenza di Carl di usare il preservativo. Apprenderà in seguito che la ragazza gli aveva adoperato violenza, tentando di rimanere incinta per usufruire del suo stipendio da poliziotto. Quando la affronta le chiede di abortire, ma lei gli rivela di prendere regolarmente la pillola. La reincontrerà poco tempo dopo mentre sta per fare una multa a un'auto di lusso, scoprendola incinta; il giovane Gallagher le chiede se il bambino è suo, ma Tish lo ringrazierà per averle evitato la multa senza rispondere alla domanda. In polizia scopre il trattamento di favore che il dipartimento riserva ai ricchi a spese dei poveri. Dopo la sua ribellione al sistema, che gli costerà l'essere declassato ad agente del traffico, deciderà di multare i ricchi gentrificatori arroganti e chiudere un occhio con i poveri del South Side. Nell'ultima puntata valuta, insieme a un suo collega, l'idea di comprare l'Alibi Room per evitare che dopo la partenza di Kev e V il locale venga buttato giù dai gentrificatori.
- Liam Fergus Beircheart Gallagher (stagioni 1-11), interpretato da Brennan e Blake Johnson (stagioni 1-4), Brenden e Brandon Sims (stagioni 5-7) e da Christian Isaiah (stagioni 8-11).
È l'unico afroamericano della generazione Gallagher, per via di una relazione extraconiugale della nonna materna e non per tradimenti da parte di sua madre Monica nei confronti del marito. Ancora infante, finisce in ospedale per overdose di cocaina e si pensa possa aver accusato danni cerebrali. In seguito ad atti di bullismo nei suoi confronti nella scuola statale, Frank si sentirà in dovere nei confronti dell'unico figlio che ancora può considerarlo. Liam sarà così incluso e accettato in una scuola privata senza dover pagare la costosa retta, in quanto facente parte di un programma d'integrazione. Perderà la borsa di studio in seguito alle azioni del padre che, non riuscendo ad approfittare delle ricche famiglie della scuola derubandole, deciderà di avere rapporti con la maggior parte delle madri della scuola. Liam sarà costretto a tornare nella scuola pubblica dove sfrutterà il suo intelletto per pagare dei protettori dai bulli e per avanzare di livello nella scuola. Grazie a Veronica, si legherà sempre di più alla cultura afroamericana e arricchirà la sua mente con gli insegnamenti degli antischiavisti. Di tutti i fratelli Gallagher, è l'unico senza uno scudo contro il mondo, risultando indifeso e per questo legato alla figura di Frank, che sosterrà nei momenti più difficili della demenza alcolica. Mentre Frank muore in ospedale, Liam sentirà la sua presenza nell'Alibi Room.
- Monica Ann Gallagher, interpretata da Chloe Webb (stagioni 1-2, 5, 7-8), doppiata da Alessandra Korompay.
È la madre di tutti e sei i Gallagher ed ex moglie di Frank. Affetta di disturbo bipolare, non è mai riuscita a sostenere la famiglia finendo in un vortice di egoismo, droga e depressione per cui spesso si è sentita colpevole, spingendola a ritornare dalla famiglia abbandonata. Mentre i figli più grandi hanno perso totalmente la fiducia in lei, riesce invece ancora a far breccia nei figli minori che la aiuteranno o passeranno del tempo con lei. Con Frank, invece, il rapporto si riaccende ogni volta, aiutato dalle droghe e dall'alcool. Proprio a Frank confesserà di essere malata terminale e che vorrebbe lasciare un ricordo tangibile ai figli. Morirà la mattina dopo il rinnovo delle nozze con Frank per un'emorragia cerebrale.
- Samantha "Sammi" Charlotte Slott (stagioni 4-5)interpretata da Emily Bergl, doppiata da Eleonora De Angelis.
È la figlia più grande di Frank, avuta da una relazione precedente al matrimonio con Monica. Sammi ha un figlio di nome Chuckie, che soffre di un lieve ritardo mentale e che finisce in seguito in riformatorio insieme a Carl. Diversamente dai suoi fratellastri, ha un buon rapporto con Frank. Sarà arrestata dopo aver provato a uccidere Mickey, il quale, con l'aiuto di Debbie, aveva provato a sua volta a ucciderla per aver denunciato Ian ai militari con l'accusa aver rubato un elicottero ed essersi arruolato sotto falso nome per vendicarsi di Carl, che aveva trascinato ingiustamente Chuckie al riformatorio non confessando di aver posto la droga nei suoi abiti con l'inganno, non prendendosi le sue responsabilità e con il totale appoggio della famiglia Gallagher.

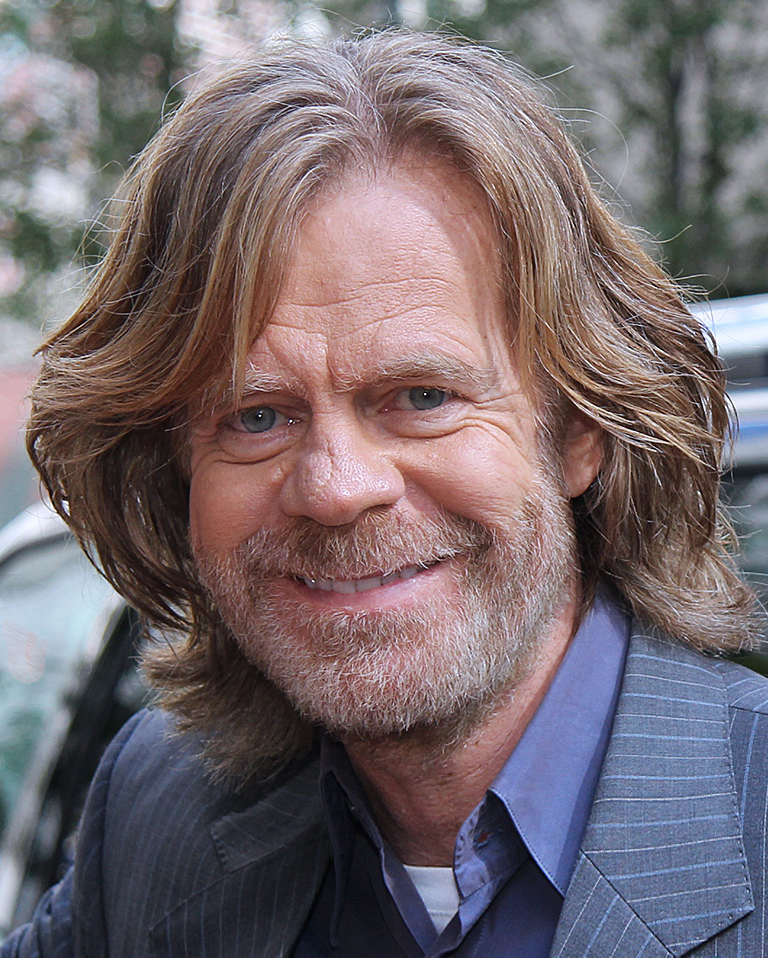
William H. Macy interpreta Frank Gallagher
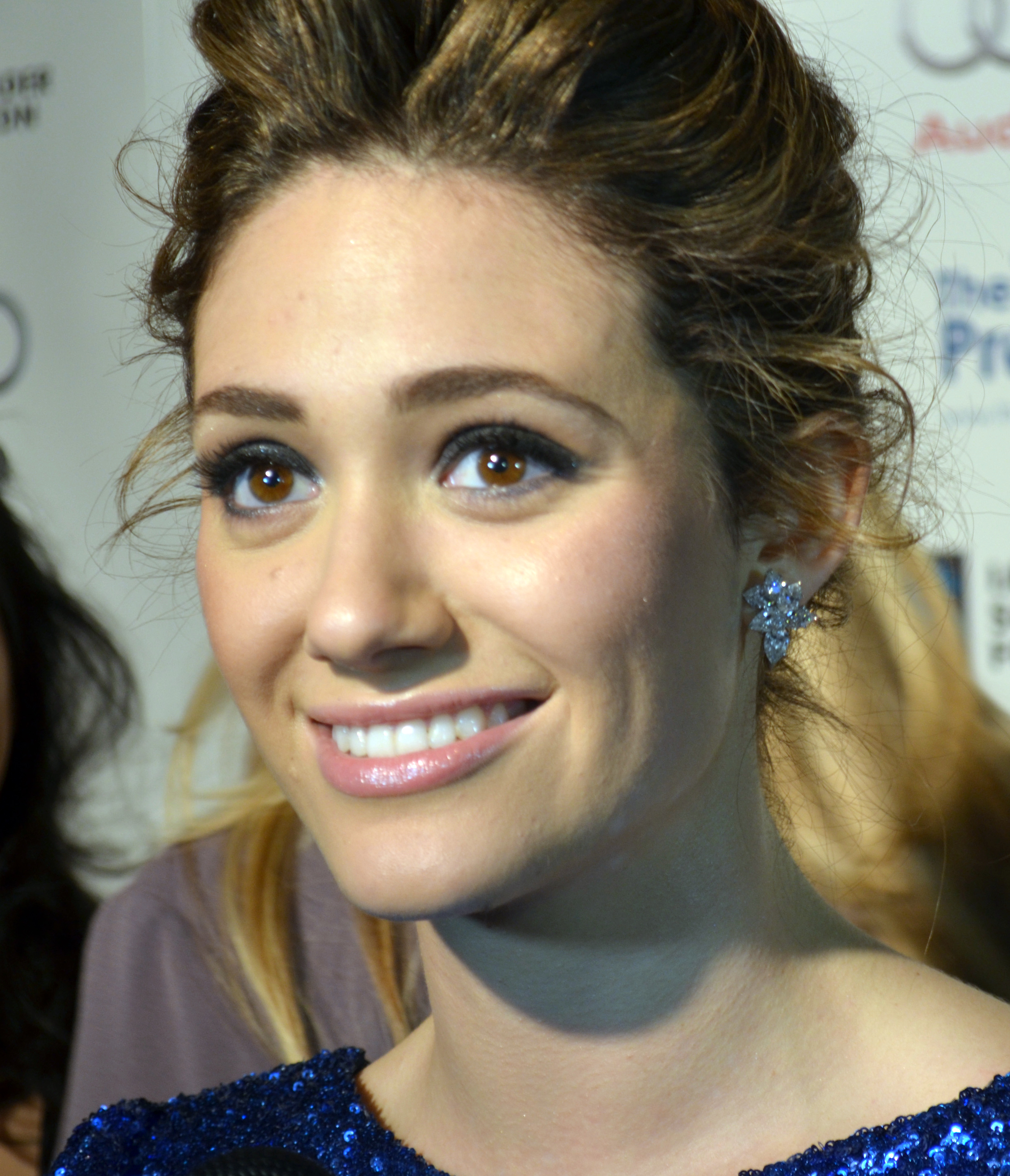
Emmy Rossum interpreta Fiona Gallagher
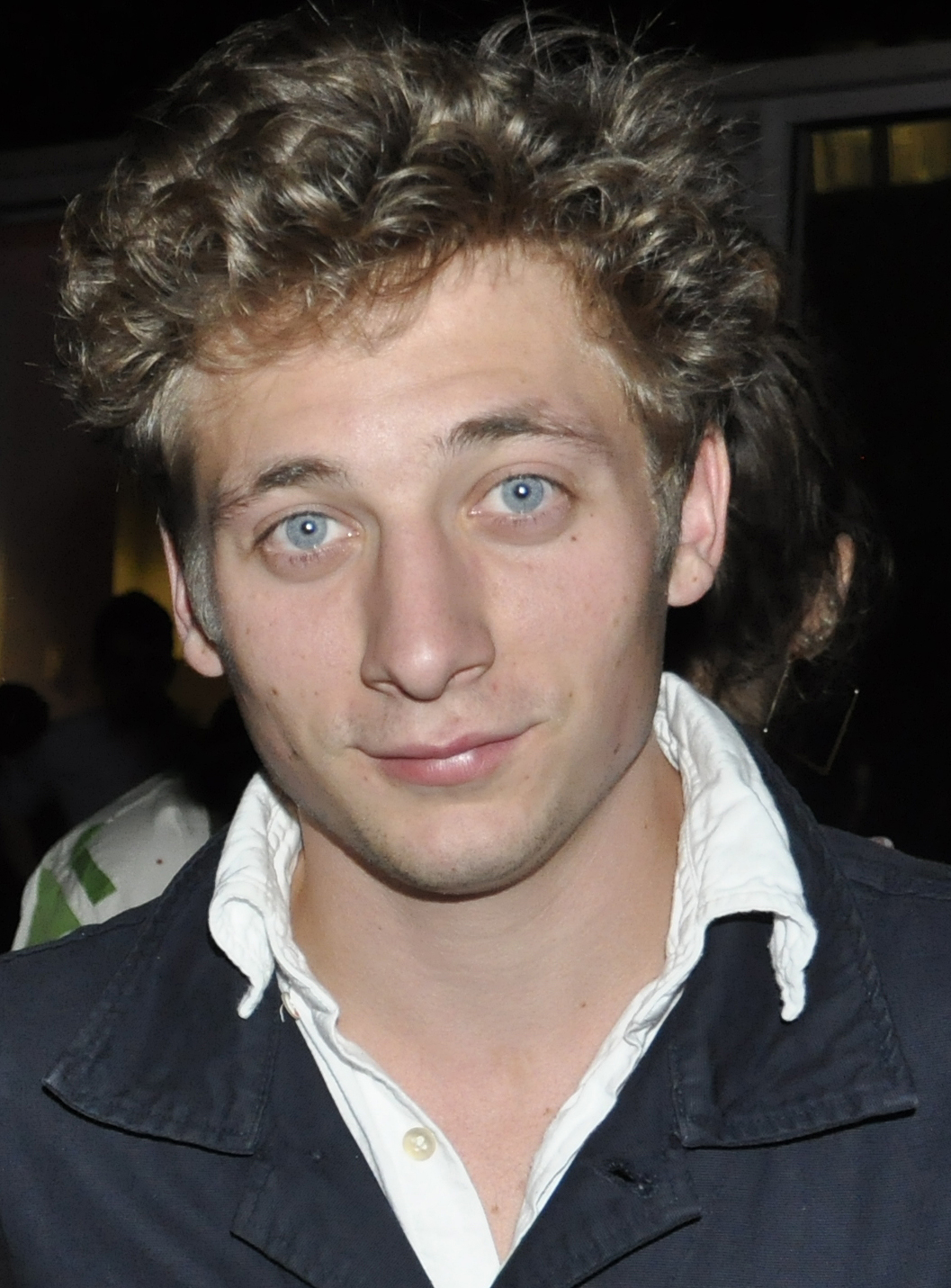
Jeremy Allen White interpreta Lip Gallagher
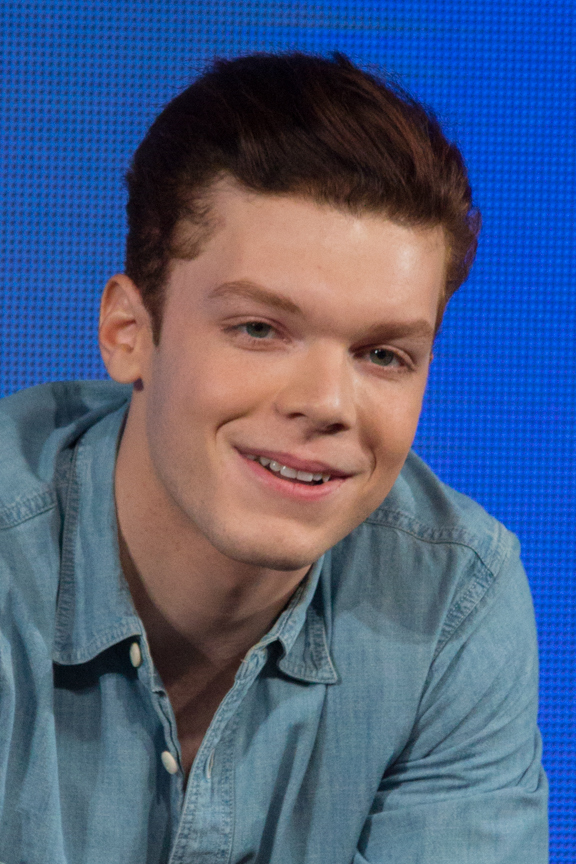
Cameron Monaghan interpreta Ian Gallagher

### Altri personaggi
- Veronica "V" Fisher (stagioni 1-11), interpretata da Shanola Hampton, doppiata da Rossella Acerbo.
Vicina dei Gallagher e migliore amica di Fiona. Veronica è un'ex infermiera licenziata per il furto di farmaci in un ospedale. Vive insieme al compagno Kev e aiuta spesso Fiona con la sua famiglia. Nonostante i suoi problemi all'utero, rimarrà incinta di tre gemelli ma ne perderà uno e partorirà due gemelle, Gemma e Amy. Con Kev gestirà il bar Alibi in cui Frank passa molto tempo. In seguito a un ménage à trois con Svetlana, sposata per permetterle di ottenere la green card, rischieranno di perdere la proprietà del locale. Riconciliatasi con Kevin continuerà a gestire l'Alibi Room fino a che nelle ultime puntate dell'ultima stagione deciderà di trasferirsi in Kentucky con la famiglia, per raggiungere la madre.
- Kevin "Kev" Ball (stagioni 1-11), interpretato da Steve Howey, doppiato da Roberto Gammino.
È il compagno di Veronica, un uomo socievole, di bell'aspetto e dotato di grande sex appeal ma piuttosto ingenuo. Kev gestisce il bar che frequenta Frank e, contro l'opinione della sua fidanzata, desidera avere dei figli. Quando Veronica capisce che non può avere figli, lo convince a una serie di rapporti sessuali con la suocera, la quale avrà un bambino che, nonostante tutto, terrà lei. Da Veronica avrà due gemelle, Amy e Gemma. Si troverà a gestire un bordello con Mickey per risanare i debiti del bar che ha ereditato da Stan, l'ex proprietario. Per passare più tempo con le figlie permetterà a Svetlana di lavorare al bar e vivere con loro, includendola nella loro relazione. Il trio durerà finché Svetlana non prova a raggirarli per appropriarsi del locale. Riconciliatosi con V continuerà a gestire l'Alibi Room fino a che nelle ultime puntate dell'ultima stagione deciderà di trasferirsi in Kentucky con la famiglia, per raggiungere la madre della moglie.
- Mikhailo Aleksandr "Mickey" Milkovich (stagioni 3-11, ricorrente 1-2, guest 6-9), interpretato da Noel Fisher, doppiato da Mirko Cannella.
Figlio di Terry Milkovich e fratello di Iggy, Joey, Tony, Jamie e Mandy Milkovich, Mickey è conosciuto per essere il teppista più temuto del quartiere. Di carattere estremamente violento, molto forte fisicamente e abile con le armi da fuoco, Mickey cerca di comportarsi come il padre Terry che gode di rispetto, ottenuto con violenza e terrore, dalla gente del quartiere. Dopo diversi furti nel negozio dove lavora Ian Gallagher, e dopo uno scontro corpo a corpo tra i due, Mickey comincia a provare interesse per quest'ultimo, nascondendo il loro rapporto. Il padre però lo scopre, Mickey viene quindi pestato e infine stuprato da una prostituta russa, Svetlana, che in futuro sposerà per ordine del padre. Svetlana rimarrà incinta di Mickey e nascerà in futuro un figlio. Ian non sopportando la situazione creatasi decide di partire per l'accademia militare cui ha sempre ambito usando i documenti di suo fratello magiorenne Lip. Alla festa di battesimo del figlio di Mickey, Ian ammette di non volere fare più l'amante e decide di andarsene. Mickey non volendo perderlo di nuovo, rivelerà al padre e a tutti i presenti di essere omosessuale. Il padre ovviamente si infuria, scatenando quindi una vera e propria rissa nel locale. Lo scontro si conclude con la vittoria di Mickey, mentre Terry verrà portato in prigione, perché ha violato la vigilanza. Quando tutto sembra finalmente andare bene, Ian comincia ad avere sintomi molto simili a quelli della madre, la quale soffre di disturbo bipolare che col passare del tempo si faranno sempre più accentuati. Nonostante l'aiuto di Mickey, Ian colto da un momento maniacale, decide di rapire Yevgeny, figlio di Mickey e Svetlana. Verrà arrestato e rinchiuso in una clinica di cura. Successivamente quando uscirà dalla clinica, Ian decide di lasciare Mickey perché non accetta di essere un peso per lui. Mickey verrà arrestato per aver cercato di uccidere Sammi Slott/Gallagher, la quale aveva denunciato Ian ai militari per vendicarsi del torto di Carl a suo figlio Chucky. Quasi un anno dopo Mickey riesce ad evadere di prigione, e chiederà a Ian di fuggire insieme a lui in Messico, per iniziare una nuova vita insieme ma, una volta arrivati al confine, Ian lo lascia dicendo che, anche se lo ama, quella non è la vita che fa per lui. Mickey, allora, dopo un ultimo bacio, risale in macchina e riesce ad oltrepassare il confine ritornando ad essere un uomo libero. Farà ritorno al termine della nona stagione quando Ian verrà rinchiuso in carcere e il ragazzo scoprirà di essere il suo compagno di cella; i due riprenderanno quindi la loro relazione. Nella decima stagione, una volta usciti di prigione, i due si sposeranno e nel finale della serie (undicesima stagione) riflette sull'adottare un bambino col marito.
- Jimmy Lishman/Steve Wilton (stagioni 1-3, ricorrente 5, guest 4), interpretato da Justin Chatwin, doppiato da Emiliano Coltorti.
È il misterioso fidanzato di Fiona, che la sostiene sia nella sua vita privata che con la sua famiglia. Dietro il viso da bravo ragazzo, si cela in realtà uno scaltro ladro di automobili. In sostanza è un ragazzo viziato, arrogante, egoista e bugiardo. Si scopre successivamente che egli in realtà si chiama Jimmy, e viene da una famiglia ricca e problematica. Non avendo mai desiderato una vita borghese come quella della sua famiglia, preferisce fare il criminale, abbandonando la facoltà di medicina, sebbene potenzialmente sarebbe un ottimo medico. Inizialmente la storia d'amore tra Fiona e Jimmy non va a buon fine; in seguito Jimmy la lascia, e Nando lo costringe a partire con lui. Ritornerà in città per riconquistare Fiona, non avendola mai dimenticata. Nonostante Fiona sia sposata con Gus, lo tradisce andando a letto con Jimmy, per poi chiudere definitivamente con lui avendo compreso di desiderare una stabilità che con lui non avrà mai, non rimpiangendo la sua scelta avendo preso atto che Jimmy è solo un bugiardo e che non sarebbe mai cambiato.
- Karen Jackson (stagioni 1-2, ricorrente 3), interpretata da Laura Slade Wiggins, doppiata da Veronica Puccio.
Figlia unigenita di Sheila ed Eddie Jackson, Karen è una ragazzina spregiudicata e ninfomane, adorata dalla madre e disprezzata dal padre retrogrado. Ha rapporti sessuali occasionali con il suo migliore amico Lip. Si sposerà con Jody, ragazzo conosciuto al club dei sessuomani anonimi. Jody, successivamente, avrà una relazione con la madre di Karen, Sheila. La ragazza rimarrà incinta di un ragazzo asiatico e partorirà un bambino, Hiram, affetto dalla sindrome di down. Verrà investita da Mandy Milkovich, che gelosa di Lip, non sopporta i suoi atteggiamenti. Karen andrà in coma e, quando si riprenderà, si ritroverà in uno stato irriconoscibile e si trasferirà altrove con Jody e suo figlio.
- Sheila Jackson (stagioni 1-5), interpretata da Joan Cusack, doppiata da Laura Romano.
Una casalinga agorafobica e ipocondriaca con l'ossessione dell'igiene, che diventa l'apparente interesse sentimentale di Frank. Apparentemente introversa e perbenista, Sheila pratica il bondage. Una volta abbandonata dalla figlia, sposa Frank al fine di poter adottare una famiglia indiana, fallendo. Dopo una lite con Frank e Sammi, la sua casa esplode e lei lascia la città a bordo di un camper.
- Mandy Milkovich (stagioni 3-4, ricorrente 1-2, guest 5-6), interpretata da Jane Levy (st. 1) e Emma Greenwell (st. 2-6), doppiata da Giulia Franceschetti.
È la sorella di Mickey e la migliore amica di Ian, di cui finge di essere la ragazza per coprire l'omosessualità del ragazzo; si innamorerà di Lip con cui inizia una relazione e gelosa della storia che il ragazzo ha avuto con Karen, arriva addirittura a investirla. Purtroppo, a causa dei sentimenti non ricambiati per Lip, se ne andrà insieme al suo nuovo fidanzato Kenyatta, nonostante i comportamenti violenti di quest'ultimo nei suoi confronti. Inizierà a lavorare come escort. Mandy è una ragazza cinica, egoista e rancorosa ma anche molto dolce, altruista e premurosa verso le persone a cui tiene come Ian e Lip.
- Jody Silverman (stagione 3, ricorrente 2), interpretato da Zach McGowan, doppiato da Gianfranco Miranda.
È un ex sessuomane con cui si fidanza Karen, salvo poi essere lasciato da quest'ultima e divenendo in seguito il fidanzato di Sheila. Dopo essere riuscito a far svegliare Karen dal coma, si trasferisce con lei e il bambino in una nuova città per dare inizio a una nuova vita.
- Mike Pratt (stagione 4, ricorrente 3), interpretato da Jake McDorman, doppiato da Marco Vivio.
È il nuovo capo di Fiona con cui poi intrattiene una relazione. È un ragazzo onesto e gentile, che si prende sempre cura della sua famiglia. Mike la lascia dopo aver scoperto che Fiona lo aveva tradito con suo fratello Robbie per poi licenziarla.
- Svetlana Yevgenivna-Fisher (stagioni 6-8, ricorrente 4-5, guest 3) interpretata da Isidora Goreshter.
È una prostituta, moglie di Mickey, con il quale ha un figlio. Dopo l'arresto del marito Mickey, rischia di essere rimpatriata, per questo motivo si sposerà con Veronica. Inizierà a convivere con Kevin e Veronica e con un inganno farà firmare loro le carte che la renderanno proprietaria dell'Alibi, rovinando la loro relazione.
- Ford Kellogg (stagioni 9, ricorrente 8), interpretato da Richard Flood, doppiato da Giorgio Borghetti.
È un carpentiere irlandese che aiuterà Fiona con la nuova proprietà acquistata. Diverrà fidanzato di Fiona e andrà a vivere con lei e Rusty, nonostante abbia segretamente una moglie e un figlio al punto che Fiona, dopo averlo saputo, lo lascerà.

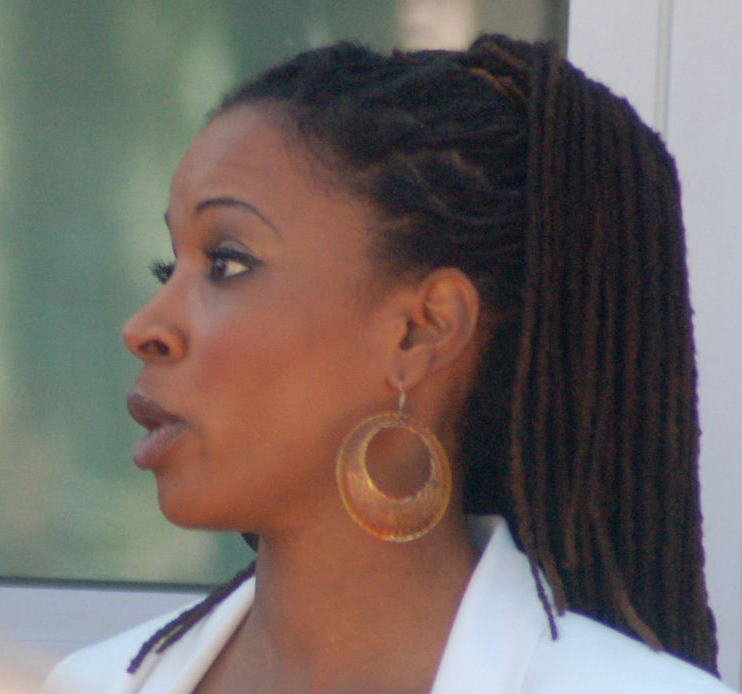
Shanola Hampton interpreta Veronica Fisher
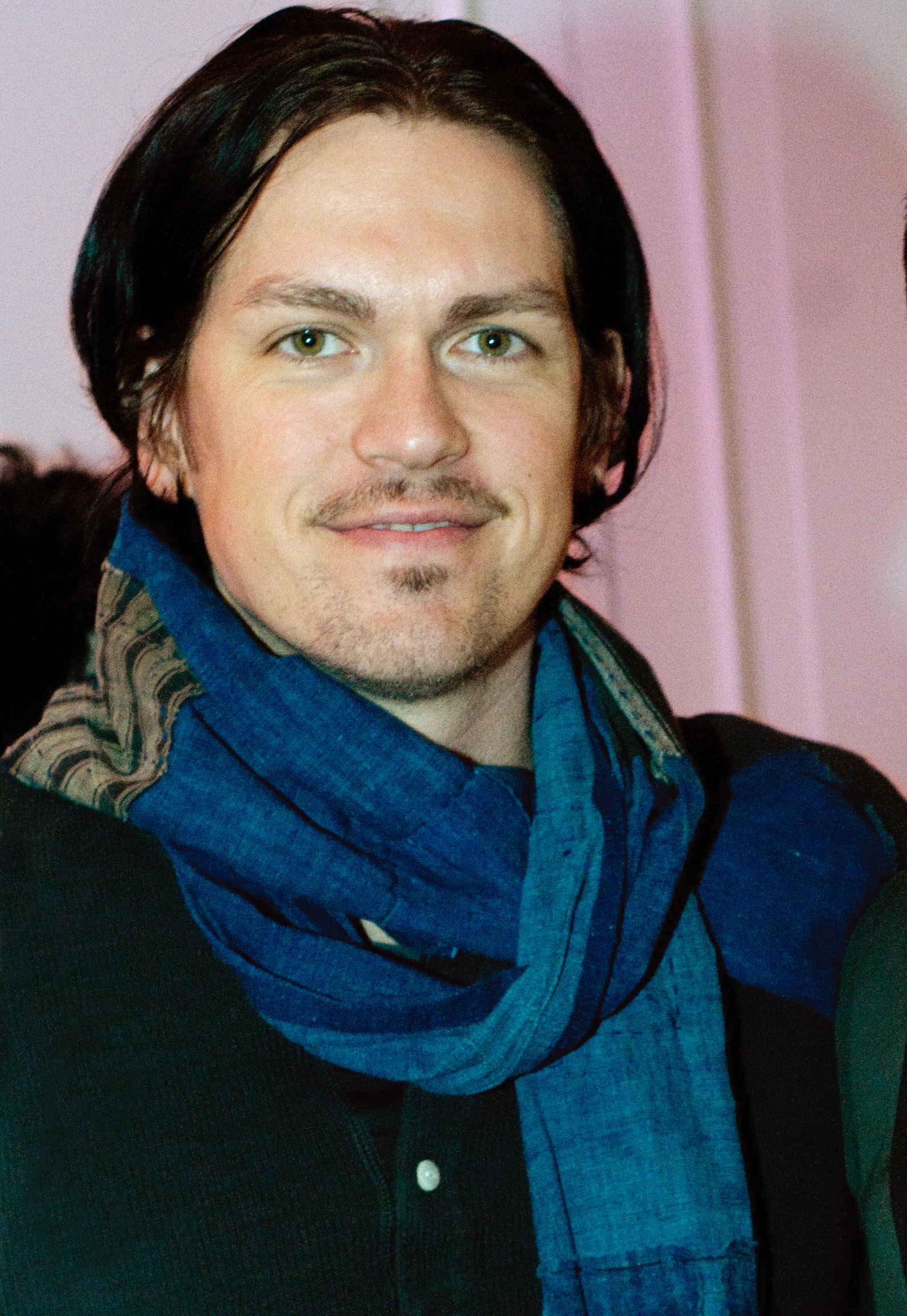
Steve Howey interpreta Kevin Ball
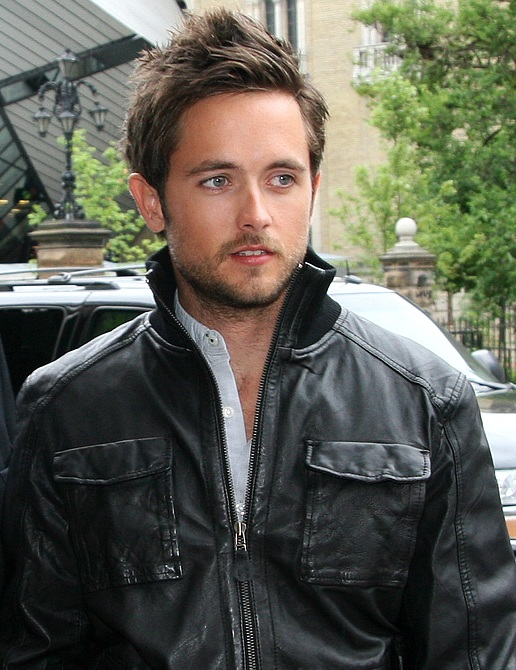
Justin Chatwin interpreta Jimmy
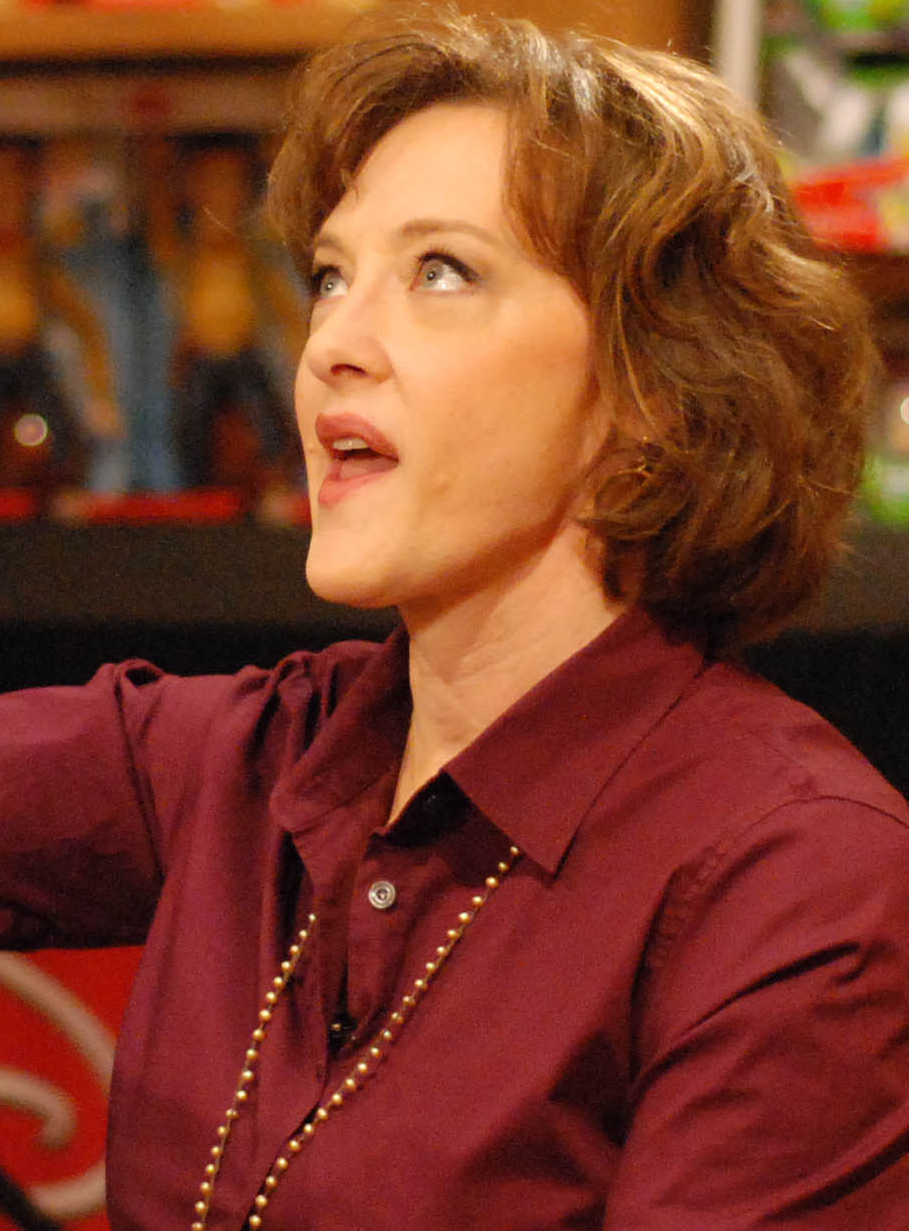
Joan Cusack interpreta Sheila Jackson
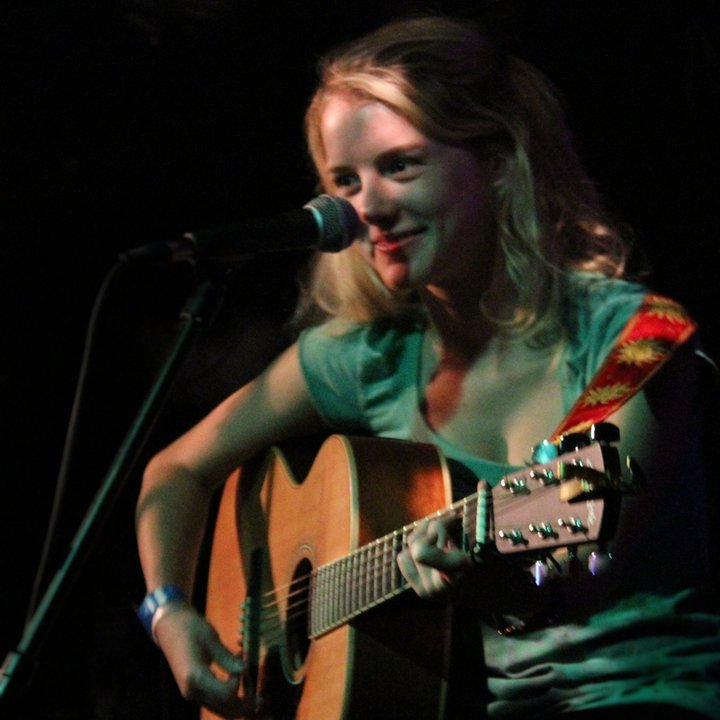
Laura Slade Wiggins interpreta Karen Jackson
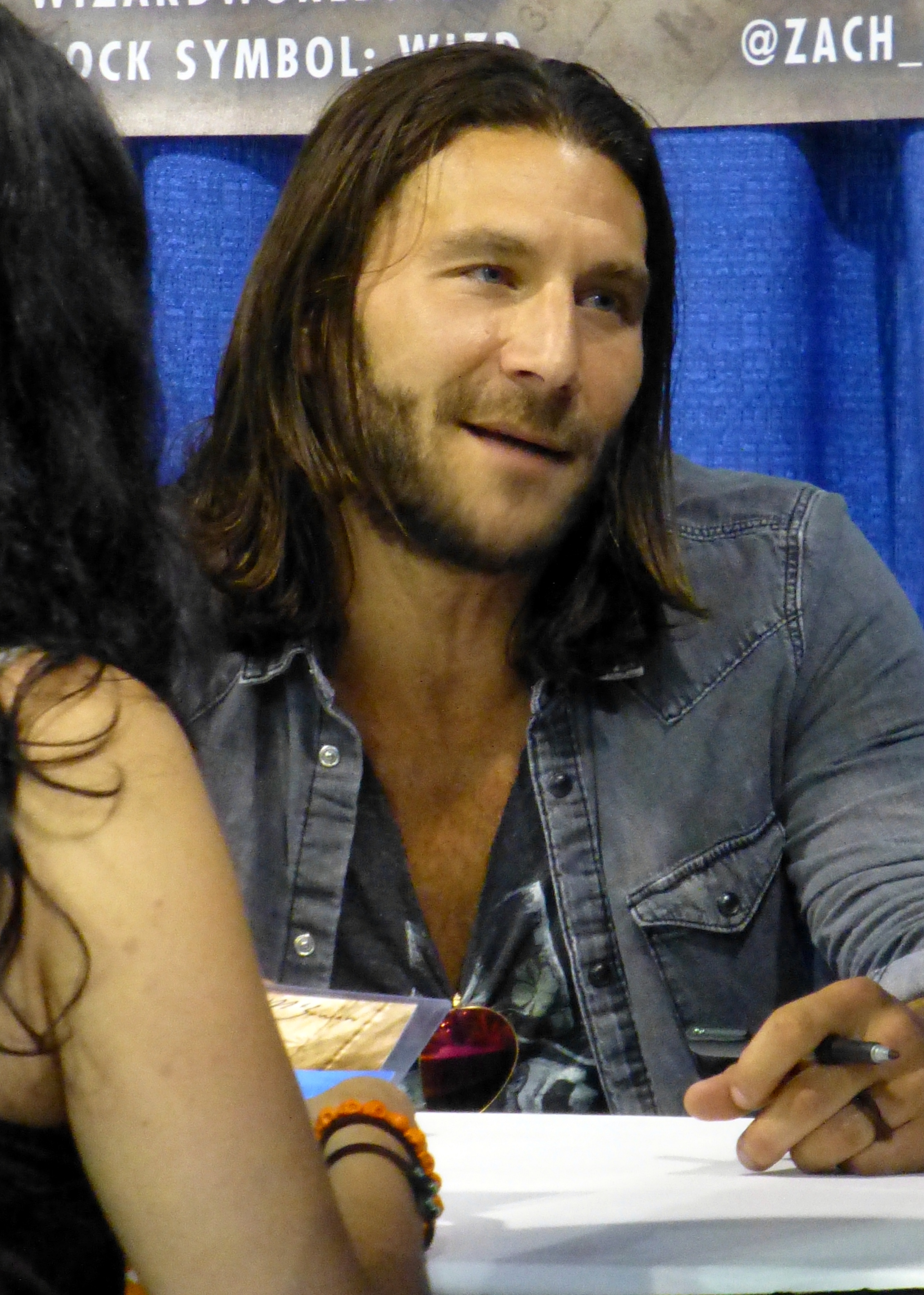
Zach McGowan interpreta Jody Silverman

## Personaggi secondari e guest star
- Tommy (stagioni 1-11), interpretato da Michael Patrick McGill, doppiato da Simone Mori.
È un habitué del bar frequentato da Frank. Oltre a essere un amico del vecchio Gallagher, aiuterà Lip a trovare lavoro.
- Tony Markovich (stagione 1, guest 2-4 e 6), interpretato da Tyler Jacob Moore, doppiato da Francesco Pezzulli.
Poliziotto innamorato di Fiona che, più volte, tenterà di conquistarla, fallendo quasi sempre. Anni dopo incontrerà Ian, al quale confessa di essere gay.
- Kash (stagione 1, guest 2), interpretato da Pej Vahdat, doppiato da Simone Crisari.
Capo del mini-market dove lavora Ian, avrà dei rapporti sessuali con quest'ultimo pur essendo sposato e avendo dei figli. Ian perderà interesse per lui quando si innamorerà di Mickey.
- Linda (stagione 1, guest 2), interpretata da Marguerite Moreau, doppiata da Federica De Bortoli.
Moglie di Kash, costringe il marito ad avere un altro figlio da lui per dimostrarle di non essere gay.
- Eddie Jackson (stagione 1), interpretato da Joel Murray, doppiato da Claudio Fattoretto.
Padre retrogrado ed egocentrico di Karen, odia ogni suo tipo di atteggiamento. Dopo essere stato cacciato da Sheila e odiato da Karen, si suiciderà.
- Terry Milkovich (stagioni 1-11), interpretato da Dennis Cockrum, doppiato da Roberto Draghetti (st. 1-10).
Padre dei Milkovich, è entrato e uscito numerose volte di prigione. Scopre la relazione del figlio Mickey con Ian e ingaggerà Svetlana per farle avere un rapporto sessuale con il figlio affinché ritorni sulla retta via. Svetlana darà alla luce Yevgeny, ciononostante Mickey confesserà la propria omosessualità durante il battesimo del figlio mandando su tutte le furie Terry, il quale innescherà una rissa che lo ricondurrà in prigione. Una volta uscito sarà contattato da Frank per ottenere con la violenza la vittoria di Mo White alle elezioni politiche. Si batterà a lungo affinché il figlio non sposi Ian, non vincendo però la battaglia. Dopo essersi trasferito nella casa accanto a quella dei Gallagher, viene ferito da Liam con un colpo di pistola accidentale. In seguito viene ucciso da una badante suora che mal sopporta la sua scurrilità e i suoi atteggiamenti arroganti.
- Carol Fisher (stagioni 1-11), interpretata da Vanessa Bell Calloway, doppiata da Tiziana Avarista.
Madre di Veronica, gestisce un salone di bellezza. Data l'apparente impossibilità della figlia di poter concepire figli, si offrirà a essere madre surrogata del proprio futuro nipote; avendo fallito nel tentativo di una fecondazione, la figlia Veronica convincerà lei e Kevin ad avere un rapporto sessuale pur di concepire un figlio. Carol resterà incinta ma deciderà, una volta partorito Dominique, di volerlo tenere e poterlo crescere con il consenso di Veronica.
- Peggy "Peg" Gallagher (stagioni 1-2), interpretata da Louise Fletcher.
La nonna di tutti i Gallagher, madre di Frank. Vive in carcere, dove i nipoti l'andranno a trovare per avere alcune informazioni riguardo al vero padre di Ian. Peg, rilasciata dal carcere a causa della salute, deciderà di passare gli ultimi attimi di vita a casa con i nipoti scontrandosi più volte con il figlio che pianificherà più volte di ucciderla. Con l'aiuto di Sheila, Peg metterà fine alla sua vita tramite eutanasia per alleviarsi dai dolori del cancro in fase terminale che l'affliggeva.
- Professor Hearst (stagioni 1-2), interpretato da Dennis Boutsikaris.
Professore del college in cui Lip studia, che tenterà di indirizzare in maniera positiva le abilità del giovane. In cambio però chiederà droghe e consigli su come potersi portare a letto le studentesse.
- Ethel (stagione 2, guest 1), interpretata da Madison Davenport, doppiata da Lucrezia Marricchi
Figlia adottiva di Kev e Veronica. È un'adolescente presa in affido dopo che il marito Clyde, molto più vecchio di lei, viene stato arrestato per molestie, smembrando così la colonia poligamica in cui vivevano e alle cui strane regole la ragazza doveva sottostare. È una ragazzina dolce, gentile e molto pudica. Ethel è madre di Jonah, che riesce a riavere con sé dai servizi sociali grazie all'aiuto di Kev e Veronica. Dopo un po' di tempo scapperà con un suo coetaneo, Malik, già padre di una bambina della stessa età del figlio, di cui si è innamorata ricambiata, poiché le ragazze che facevano parte della sua stessa setta religiosa vogliono riprendersela con sé, lasciando dietro di sé soltanto una nota di ringraziamento nei confronti dei Ball.
- Kermit (stagioni 5-11, guest 1-4), interpretato da Jim Hoffmaster, doppiato da Mino Caprio.
È un habitué del bar frequentato da Frank, nonché suo grande amico.
- Kate (stagioni 2-4, guest 1), interpretata da Kerry O'Malley.
Barista e collega di Kev.
- Jasmine Hollander (stagione 2, guest 1), interpretata da Amy Smart, doppiata da Alessia Amendola.
Amica di Fiona. Madre di tre bambini, è una sessuomane e questa sua continua ricerca di feste e altri uomini le causerà l'abbandono da parte del marito. È attratta da Fiona, ma lei non la ricambia minimamente.
- Estefânia (stagioni 2-3), interpretata da Stephanie Fantauzzi, doppiata da Ilaria Latini.
Moglie brasiliana di Jimmy, sposata in un'avventura di quest'ultimo costretto dal padre di lei, Nando, per farle avere la cittadinanza statunitense. Ciononostante Estefânia e Jimmy potranno continuare a frequentare chi vogliono. La ragazza continuerà così una relazione con Marco che sarà poi ucciso dal padre quando saprà che i comportamenti della figlia le stavano costando la deportazione.
- Holly Herkimer (stagioni 4-5, guest 2), interpretata da Dove Cameron (st. 2) e da Danika Yarosh (st. 4-5), doppiata da Emanuela Ionica (st. 2).
Amica di Debbie, la aiuterà a sembrare più grande e le insegnerà a fare colpo sui ragazzi. Dopo una furiosa lite sfociata in una rissa, dove Debbie ha la meglio, la ragazza avrà paura di quest'ultima fino a essere bullizzata.
- Lloyd "Ned" Lishman (stagione 2, guest 1-3), interpretato da Harry Hamlin, doppiato da Antonio Sanna.
Padre di Jimmy, ricco dottore, avrà una relazione sessuale con Ian e nascondendo a tutta la famiglia il suo orientamento che gli costerà il divorzio. Mickey sarà geloso della relazione con Ian, che ammette di stare con il dottore per i regali che ottiene. Ian e Mickey aiuteranno Ned a portare via dalla casa della moglie oggetti che lui desidera.
- Molly Milkovich (stagione 3), interpretato da Madison Moellers.
Sorellastra minore di Mandy e Mickey, è stata cresciuta come una femmina anche se nata maschio.
- Beto (stagione 3), interpretato da Bernardo de Paula, doppiato da Massimo De Ambrosis.
Braccio destro del padre di Estefânia, deve controllare Jimmy negli Stati Uniti, mettendolo in guardia dai guai con assidua frequenza tanto da diventare suo amico.
- Connie (stagione 3, guest 4), interpretata da Maile Flanagan.
Collega di lavoro di Fiona presso Mike.
- Kenyatta (stagione 4, guest 3-5), interpretato da Sheldon Bailey.
Fidanzato di Mandy, probabilmente conosciuto al matrimonio tra Svetlana e Mickey. La picchierà e scapperà con lei.
- Matty Baker (stagione 4, guest 5), interpretato da James Allen McCune, doppiato da Alessio Puccio.
Prima cotta e primo sogno erotico di Debbie, intraprenderà una relazione con lei ma la lascerà nel momento in cui viene a sapere che la ragazza ha appena 13 anni, dicendo che è troppo piccola. Nonostante ciò, Debbie lo violenterà mentre lui è in uno stato di ebbrezza dovuto al consumo della birra artigianale di Frank.
- Ron Kuzner (stagione 4, guest 5), interpretato da Adam Cagley, doppiato da Paolo Vivio.
Compagno di stanza di Lip al college ed ex fidanzato di Amanda.
- Amanda (stagioni 4-5, guest 6), interpretata da Nichole Bloom.
Ex fidanzata di Ron, avrà una relazione con Lip. I suoi genitori adottivi sono molto benestanti. Lip la lascerà a causa della sua infatuazione per la professoressa Helene, quindi per vendetta Amanda renderà pubblica la loro relazione dando vita alla serie di eventi che porteranno all'espulsione del ragazzo dall'università.
- Ellie (stagione 4, guest 5-7), interpretata da Teresa Ornelas.
Amica di Debbie e Hollie, aiuterà quest'ultima dandole consigli sull'amore. Anche lei sarà coinvolta nella rissa furibonda con Debbie.
- Charles "Chukie" Slott (stagioni 4-6), interpretato da Kellen Michael.
Figlio di Sammi e quindi nipote della stirpe Gallagher, è un ragazzino con un lieve ritardo cognitivo che finirà in riformatorio per colpa di Carl, il quale l'ha imbottito di droga sotto i vestiti.
- Robbie Pratt (stagione 4), interpretato da Nick Gehlfuss.
Fratello di Mike, a differenza sua è un ubriaco e un tossico, non combinando nulla di buono e avendo rapporti sessuali con Fiona mentre lei frequenta il fratello. Si mantiene scroccando soldi alla sua famiglia, non provando vergogna per i suoi comportamenti. Fiona chiuderà con lui dopo averla umiliata rivelando a Mike della loro scappatella.
- Sean Pierce (stagione 5-6, guest 4-8), interpretato da Dermot Mulroney, doppiato da Roberto Chevalier.
Manager del Patsy's, la tavola calda in cui lavora Fiona, si rifiuterà di iniziare una relazione con lei, in quanto per lui è troppo e non vuole avere una vita fatta solo di alcool e droghe come prima. Nel corso del tempo, però, si rende conto che lei è ciò che vuole e si fidanzano. Frequenta regolarmente le riunioni dei narcotici anonimi. Ha un divorzio alle spalle e ha un figlio. Riprenderà a fare uso di droghe, e proprio per questo lascerà Fiona e anche Chicago, nella speranza di ridare un senso alla sua vita. Dopo più di un anno lui e Fiona avranno modo di rivedersi, Sean ora si è ripulito e ha ritrovato un po' della sua stabilità. Fiona, con suo dispiacere poiché sperava di ritornare con lui in futuro, scoprirà che si è risposato.
- Jackie Scabello (stagione 5, guest 4), interpretata da Alessandra Balazs, doppiata da Gemma Donati.
Collega di Fiona del Patsy's, cerca di richiedere l'affidamento della figlia che era stata allontanata da lei perché era in possesso di droga. Il giorno dell'udienza viene però trovata da Fiona priva di sensi sul suo letto dopo un'overdose; riuscirà a salvarsi ma perderà definitivamente la custodia di sua figlia.
- Angela (stagione 5, guest 4), interpretata da Dichen Lachman, doppiata da Ilaria Stagni.
Amica di Jimmy e sua complice. È lesbica.
- Gus Pfender (stagione 5, guest 4, ricorrente 6), interpretato da Steve Kazee, doppiato da Riccardo Rossi.
Membro della band di Chris e cliente del ristorante di Fiona, si fidanza con lei in poco tempo e si sposano quasi subito dopo. È un bravo ragazzo e Fiona si innamora subito di lui ma farà lo sbaglio di tradirlo con Jimmy, quindi Gus lo colpirà con un pugno. Benché Fiona fosse sinceramente dispiaciuta di averlo tradito, provando in ogni modo a farsi perdonare, Gus non si fiderà più di lei, dunque Fiona lo lascerà avendo capito che egli merita di meglio. Gus non nasconde il suo rancore nei confronti della moglie per il modo in cui l'ha trattato, trovando occasione per umiliarla in tutti i modi, fino a divorziare definitivamente; in più, Gus aveva iniziato a frequentare un'altra donna già da un po' di tempo.
- Chris (stagione 5, guest 6), interpretato da Christopher Stills.
È il frontman di una band spesso cliente del ristorante dove lavora Fiona. Ha un debole per lei, nonostante abbia una fidanzata. Come tutti i membri della band, anche Chris tratterà Fiona con indifferenza dopo che lei tradirà Gus.
- Melinda (stagioni 5-7), interpretata da Rebecca Metz.
Collega di Fiona presso Sean.
- Derek Delgado (stagione 5, guest 6, 8), interpretato da Luca Oriel e Damien Diaz.
Amico di Debbie conosciuto durante la rissa con Hollie ed Ellie, le insegnerà a combattere bene e presto i due si innamoreranno. Partirà per la Florida dopo essere stato vittima di stealthing da parte di Debbie, che lo inganna rimanendo incinta per legarlo a sé, e lì conoscerà Pepa (Danube Hermosillo). Dopo aver appreso del matrimonio tra i due, Debbie, delusa e gelosa, rifiuta l'aiuto economico che Derek si era comunque offerto di prestare, nonostante non fosse previsto a causa della violenza commessagli da Debbie. Diventato pilota d'aereo, morirà in guerra lasciando un'indennità alla moglie Pepa. Quest'ultima verrà bullizzata da Debbie per avere una parte cospicua del denaro dopo aver appreso che Derek, dato l'inganno di Debbie, non l'aveva inclusa nelle sue ultime volontà. Dopo essere stata picchiata, per liberarsi dal tormento di Debbie e vivere in pace il lutto per il marito, Pepa le concederà la somma con cui Debbie acquisterà un furgone per l'attività da saldatrice - tuttofare.
- Bianca Samson (stagione 5), interpretata da Bojana Novaković, doppiata da Paola Majano.
Dottoressa dell'ospedale che cura Frank. Durante una visita di Frank, la ragazza scopre di avere un tumore incurabile al pancreas, così lascia il lavoro e, con Frank, vive delle avventure e prova delle cose mai fatte prima. Si rende conto che finalmente fa quello che vuole ma dopo poco morirà.
- Helene Runyon Robinson (stagione 5, ricorrente 6-7), interpretata da Sasha Alexander, doppiata da Patrizia Burul.
Professoressa di Lip con cui avrà un'intensa relazione; tuttavia lei è già sposata, seppur il suo sia un matrimonio aperto. È una donna intelligente e passionale ed è infatti per via di questi suoi aspetti che Lip se ne innamorerà. Purtroppo Amanda, per vendetta, renderà pubblica la loro relazione e sarà costretta a lasciare Lip a causa dell'umiliazione dovuta allo scandalo. Allontanerà Lip dalla sua vita avendo compreso che la sua presenza lo stava rovinando.
- Theo Wallace (stagione 5, guest 6), interpretato da Michael Reilly Burke.
Marito di Helène, è di larghe vedute e accetta la vita sessuale della moglie. È molto gentile con Lip ma in seguito gli imporrà di non avvicinarsi più a Helene, dopo che quest'ultima verrà umiliata nel momento in cui la storia con Lip diverrà di dominio pubblico.
- Joaquin (guest 5-7), interpretato da José Julián, doppiato da Daniele Raffaeli.
Compagno di college di Lip. È un bravo hacker.
- Clyde Youens (stagioni 5-8), interpretato da Alan Rosenberg.
Professore universitario di Lip, lo introdurrà agli alcolisti anonimi essendo lui stesso un alcolizzato. Purtroppo verrà arrestato per guida in stato d'ebbrezza e morirà in prigione.
- Queenie Slott (stagione 6), interpretata da Sherilyn Fenn, doppiata da Cristina Boraschi.
Madre di Sammy e relazione occasionale di Frank.
- Nick (stagione 6), interpretato da Victor Onuigbo, doppiato da Paolo Vivio.
Amico di Carl, conosciuto in prigione, ha sempre vissuto in cella. Pur di riavere la sua bici uccide un bambino e, senza opporre resistenza, si costituirà alla polizia.
- Dominique Winslow (stagioni 6-7), interpretata da Jaylen Barron.
Fidanzata di Carl, anche se inizialmente lo rifiuta più volte. La sua relazione con Carl finirà dopo i numerosi tradimenti da parte di lei.
- Caleb (stagione 6, guest 7), interpretato da Jeff Pierre, doppiato da David Chevalier.
Fidanzato di Ian, lo aiuterà a diventare paramedico. È un pompiere, sieropositivo e bisessuale; tra lui e Ian finirà quando quest'ultimo scoprirà che lo tradiva con un'altra.
- Luther Winslow (stagioni 6-7), interpretato da Peter Macon.
Padre di Dominique, è un poliziotto ligio al dovere. Inizialmente non prenderà in simpatia Carl ma in seguito lo indirizzerà alla carriera militare.
- Margo Mierzejewski (stagioni 7-9), interpretata da Sharon Lawrence.
Magnate immobiliare che tenta di gentrificare Chicago Sud e proprietaria di Patsy's, dove Fiona lavora come manager, quest'ultima la prende a modello e le fa intraprendere una carriera di investitrice. In seguito Margo la licenzierà.
- Etta Teasdale (stagione 7), interpretata da June Squibb, doppiata da Lorenza Biella.
Anziana gattara e anziana proprietaria della lavanderia a gettoni che ritirerà poi Fiona.
- Sierra Morton (stagioni 7-8), interpretata da Ruby Modine, doppiata da Lucrezia Marricchi.
Cameriera da Patsy's, è una madre single con un figlio, Lucas, avuto dal suo ex Charlie. Ha avuto un'infanzia difficile a causa del padre violento, il quale uccise la madre. Avrà una burrascosa relazione con Lip: i due si innamoreranno subito l'uno dell'altra ma lei lo lascerà a causa del suo alcolismo. Lei e Charlie si rimetteranno insieme salvo poi lasciarsi dopo aver scoperto che lui aveva messo incinta un'altra ragazza. Lei e Lip ritorneranno insieme, ma questi, avendo capito che Sierra è una ragazza troppo rabbiosa, chiuderà definitivamente con lei avendo preso atto che non sarebbe stato capace di gestirla, suggerendole di tornare con Charlie e di dargli una seconda possibilità.
- Charlie (stagioni 7-8), interpretato da Chet Hanks.
È l'ex fidanzato di Sierra e padre di Lucas. Lui e Sierra spesso litigano ma non ha mai smesso di amarla, infatti poi ritorneranno insieme; purtroppo Sierra scoprirà ben presto che aspettava un figlio da un'altra ragazza e lo lascerà.
- Lucas (stagioni 7-8), interpretato da Cooper J. Friedman.
È il figlio di Sierra e Charlie.
- Brad (stagioni 7-11), interpretato da Scott Michael Campbell.
Carrozziere e sponsor di Lip agli alcolisti anonimi. I due diventeranno buoni amici. È sposato e ha un figlio.
- Sue (stagioni 7-9), interpretata da Alicia Coppola.
Paramedico collega di Ian.
- Chad (stagione 7), interpretato da Tate Ellington.
Proprietario di Patsy's, dove Fiona lavora.
- Trevor (stagioni 7-8), interpretato da Elliot Fletcher, doppiato da Mattia Ward.
Attivista LGBTQ+ e transgender FtM, avrà una storia con Ian che terminerà quando quest'ultimo incontrerà di nuovo nella sua vita Mickey, fuggendo con lui fino al confine con il Messico. Ian, però, dopo aver chiuso con Mickey, proverà a riconquistare Trevor. Quest'ultimo introdurrà Ian all'attivismo ma poi chiuderà definitivamente con lui, avendo capito che si stava trasformando in un fanatico.
- Geneva (stagioni 8-10), interpretata da Juliette Angelo.
Ragazza senzatetto tossicodipendente aiutata da Ian e Trevor, sostenitrice di Ian per i diritti LGBTQ+.
- Eddie (stagione 8), interpretata da Levy Tran, doppiata da Chiara Gioncardi.
Lavora alla carrozzeria con Lip, con cui avrà una relazione e a cui scaricherà in affido la nipote Xan.
- Neil Morton (stagioni 7-8), interpretato da Zack Pearlman, doppiato da Fabrizio De Flaviis.
Fratello di Sierra costretto sulla sedia a rotelle. Sarà il fidanzato di Debbie, che si approfitterà di lui per lasciare la casa dei fratelli e scaricargli Franny mentre intraprende la carriera da saldatrice. Successivamente la lascerà per un'altra ragazza.
- Nessa Siobhan (stagioni 8-9), interpretata da Jessica Szohr, doppiata da Federica De Bortoli.
Inquilina dello stabile acquistato da Fiona, dove convive con la compagna Mel, entrambe madri di un figlio ottenuto con lo sperma donato da Ford. Lei e Fiona diventano buone amiche.
- Mel (stagioni 8-9), interpretata da Perry Mattfeld, doppiata da Letizia Ciampa.
Compagna di Nessa, contrariamente a lei, non va molto d'accordo con Fiona.
- Alexandra "Xan" Galvez (stagioni 8-9), interpretata da Scarlet Spencer (s.8) e Amirah Johnson (s.9), doppiata da Arianna Vignoli.
Nipote di Eddie e figlia di una giovane prostituta che più volte si è dimostrata inadatta a prendersi cura di lei. Abbandonata, sarà accudita da Lip, che se ne farà carico e cercherà di diventare suo tutore legale. Non trovando però condizioni favorevoli in casa Gallagher, Xan sarà affidata dai servizi sociali a una famiglia adottiva.
- Kassidi Gallagher (stagioni 8-9), interpretata da Sammi Hanratty, doppiata da Veronica Puccio.
Ricca ragazza con manie di protagonismo, sarà la fidanzata ossessiva e poi moglie di Carl. È una dei tossicodipendenti che Carl tiene reclusi nel seminterrato per disintossicarli e pagarsi la retta accademico-militare e con lui inizierà una relazione. Kassidi non approva molto la carriera di Carl, tentandone più volte il sabotaggio. Farà picchetto fuori dal campo dove Carl si allena, mettendo a repentaglio la carriera del ragazzo. Sarà poi eliminata da un cadetto che vorrà in qualche modo brillare agli occhi di Carl.
- Max Whitford (stagione 9), interpretato da Neal Bledsoe.
Imprenditore di successo e socio di Fiona in un progetto immobiliare in larga scala, ha un debole per lei nonostante questa non sia minimamente interessata a lui. Quando Fiona perderà tutti i suoi soldi, resasi conto di quanto il progetto fosse troppo impegnativo e al di fuori della sua portata, Max si offrirà di aiutarla azzerando i suoi debiti e comprando, seppur a ribasso, il suo condominio.
- Mo White (stagione 9), interpretato da Dan Lauria.
Candidato parlamentare con accuse di pedofilia sostenuto da Frank alle elezioni.
- Alex (stagione 9), interpretato da Ashley Romans, doppiata da Erica Necci.
Operaia saldatrice dichiaratamente lesbica, nasconderà al lavoro la sua sessualità a causa della discriminazione che c'è nel settore nei confronti delle donne. Aiuterà Debbie in alcune vendette e si innamorerà di lei anche se capisce che Debbie non è effettivamente interessata soltanto alle donne.
- Kelly Keefe (stagioni 9-10), interpretata da Jess Gabor, doppiata da Chiara Fabiano.
Fidanzata di Carl, tenterà di aiutarlo a entrare a West Point. Debbie proverà un forte attrazione per lei, motivo per il quale cercherà di legarla sempre più a lei per separare la coppia; dopo aver rifiutato Debbie, Kelly lascia temporaneamente Carl stanca delle continue liti dei due fratelli. Debbie non prenderà bene il suo rifiuto e convince Carl, triste per la rottura, a vandalizzare la macchina di Kelly. Carl e Kelly si ricongiungeranno dopo aver convinto il giovane a tentare la carriera a West Point, nonostante le lacune, tirandolo fuori dalla vita da friggitore da Mister Bob. Dopo la sua partenza per Indianapolis, tradirà Carl con un soldato e i due non si rivedranno.
- Jen Wagner (guest 9), interpretata da Courteney Cox, doppiata da Barbara De Bortoli.
Attrice celebre, un'alcolizzata che Lip dovrà tenere sobria.
- Ingrid Jones (stagione 9), interpretata da Katey Sagal, doppiata da Fabiana Aliotti.
Psicoterapeuta bipolare, s'imbatterà in Frank durante un suo ricovero e deciderà di vivere con lui e diventare madre. A causa dell'alcolismo, Frank è quasi sterile ma, all'insaputa di Ingrid, userà il liquido seminale di Carl, ottenuto lanciandogli una sfida sul tempo di raggiungimento del piacere e chiedendogli una prova. Ingrid rimarrà incinta di sei gemelli e non vorrà abortire per ridurre il numero di embrioni, nonostante siano un forte rischio per la sua vita. Si trasferisce a casa Gallagher ma presto scoprirà che Frank non è realmente innamorato di lei e, per metterlo alla prova, si presenta alla finale Hobo Loco chiedendogli aiuto e fingendo di avere un aborto spontaneo. Frank la ignora e Ingrid decide di partire con il suo premuroso ex marito e decidendo di avere solo due gemelli, facendo rinunciare Frank alla paternità in cambio di una modesta cifra. A causa di una sua ricaduta, l'ex marito si ripresenterà alla porta chiedendo di restituire i gemelli e Frank, per liberarsene, rivela la verità a Carl. Raggiunto un accordo, a casa Gallagher rimarrà solo uno dei due gemelli. Con l'intenzione di venderlo, Frank cerca la famiglia migliore ma la sua sbadataggine fa in modo che una famiglia si prenda il bambino e lo lascino a secco.
- Tami Tamietti (stagioni 9-11), interpretata da Kate Miner, doppiata da Sophia De Pietro.
Cognata di Brad, conosce Lip durante il matrimonio del suo datore di lavoro con Cami. I due si ritroveranno nel corso delle puntate a stringere una relazione amorosa, a condividere le sorti di Xan e ad affrontare una gravidanza. Diventati una coppia affiatata, decidono di prendere casa insieme e i due si troveranno ad affrontare diverse difficoltà sulle intenzioni dei due di vivere in luoghi diversi. Al matrimonio di Ian, hanno una pesante lite e ciò causerà una ricaduta dell'uomo nell'alcol. Nell'ultima stagione, riusciranno a trovare un accordo e ad affittare una casa nel South Side, ma la vendita improvvisa da parte del proprietario spiazza la coppia. In attesa che Lip trovi una soluzione dopo il licenziamento dall'officina, va a vivere a casa da suo padre. Vedendo le difficoltà in cui si trova il compagno, decide di aiutarlo a vendere la casa dichiarandogli il suo amore e gli offre il suo sostegno, chiedendo di essere ricambiata in vista di una nuova gravidanza, che lei è incerta se proseguire.
- Mikey O'Shea (stagioni 9-10), interpretato da Luis Guzmán, doppiato da Pasquale Anselmo.
È un amico di Frank con cui partecipa al Hobo Loco. Sarà proprio lui a rivelare a Frank l'uso che Debbie fa dei soldi lasciati da Fiona e decideranno di rubare tutti gli abiti di lusso, impedendo alla ragazza di effettuare i resi e perdendo tutti i cinquantamila dollari. Nonostante i due si siano molto legati, Mikey decide di lasciare Frank per andare in prigione per farsi curare con dialisi i suoi reni malmessi. I due si salutano con commozione, certi di rivedersi un giorno.
- Anne Gonzalez (stagione 10), interpretata da Chelsea Rendon, doppiata da Virginia Brunetti.
È il nuovo interesse romantico di Carl, conosciuta durante il lavoro da friggitore da Mister Bob. Verrà aiutata da quest'ultimo a far sopravvivere la sua famiglia messicana immigrata clandestinamente a Chicago e offrirà supporto emotivo a Carl dopo il tradimento di Kelly ma, alla partenza dei parenti, lei decide di seguirli ringraziando Carl per l'aiuto. Non si rivedranno.
- Sandy Milkovich (stagioni 10-11), interpretata da Elise Eberle, doppiata da Giulia Catania.
È la cugina dei Milkovich, che aiuterà Mickey a trovare un posto per il matrimonio dopo che Terry ha bruciato il locale scelto da mickey. Sandy, poi, testimonierà per lui al suo matrimonio.
- Heidi Cronch (stagione 11), interpretata da Shakira Barrera, doppiata da Chiara Gioncardi. Giovane donna appena uscita di prigione per aver tentato di uccidere un poliziotto, è un'abile ladra e Debbie si prenderà una cotta per lei. Propone a quest'ultima di lasciare Chicago e partire per il Texas.